# 斯特雷特群島
斯特雷特群島（英語：Sterrett Islands），是南極洲的群島，位於埃爾斯沃思地的阿蒙森海，處於愛德華茲群島東北面9公里和卡尼斯蒂奧半島以西9公里，現時由南極條約體系管理。